# Vilenica
Vilenica je jeskyně ve Slovinsku, jedna z nejdéle turisticky přístupných. Nachází se poblíž silnice spojující Sežanu a Lokev.

## Historie
V roce 1633 ji její majitel, hrabě Petač, dal do správy lokavské farnosti. Rozhodl také, že farnost může nakládat se všemi příjmy z prohlídek jeskyně. Místní proto předpokládají, že jejich jeskyně je turisticky navštěvovaná už 400 let.
V roce 1778 jeskyni navštívil slavný přírodovědec Balthasar Hacquet, doložené jsou ale také královské návštěvy: král Ferdinand I. Neapolsko-Sicilský (1790), císař Leopold II. (1790 a 1791), císař František I. (1816), saský král Fridrich August II. (1836) aj.
V polovině 19. století je Vilenica známá jako největší a nejlépe prozkoumaná jeskyně Klasického krasu. Poté upadla na dlouhou dobu do zapomnění, opět ožila roku 1963, kdy si ji vzal na starost Svaz jeskyňářů Sežana. Členové svazu ve svém volném čase postupně obnovili cesty a zavedli elektrické osvětlení.
V roce 1980 se v jeskyni začaly pořádat večery slovinských spisovatelů, od roku 1986 pak také Mezinárodní literární festival Vilenica, setkání básníků a spisovatelů z celé Evropy. Uděluje se zde velká cena Vilenice a ocenění Kristal Vilenica.
Pro návštěvníky je Vilenica zpřístupněná a osvětlená v délce 450 m.